# Dobra praktyka morska
Dobra praktyka morska (w skrócie DPM) – pojęcie, w którym mieszczą się skodyfikowane przepisy, na przykład Międzynarodowe Prawo Drogi Morskiej (MPDM), jak i zdrowy rozsądek, doświadczenie, zdolność przewidywania, rzetelność wykonywania swoich obowiązków. Terminem tym posługują się marynarze, żeglarze, stoczniowcy i portowcy. Jest stosowana we wszystkich nieoczekiwanych i nieprzewidzianych sytuacjach, a przede wszystkim w codziennych rutynowych działaniach i czynnościach na jednostkach pływających. Na ten termin powołują się również izby morskie w swoich orzeczeniach.
O dobrej praktyce morskiej pisano:

Zwykła praktyka morska to tylko taka praktyka, która jest dobra. Praktyka będąca wyrazem rozsądku, staranności i przezorności marynarza... Podstawą do oceny każdego zwyczaju i zaliczenia go do zwykłej, a więc dobrej praktyki morskiej, jest wiedza, doświadczenie, poczucie odpowiedzialności za bezpieczeństwo statku, uzasadniona pewność, że określone postępowanie nie stwarza zagrożenia dla bezpieczeństwa żeglugi.

...dobra praktyka morska to: całokształt pisanych i - przede wszystkim - niepisanych generalnych zaleceń postępowania, które można uważać za uosobienie zdrowego rozsądku żeglarza.